# Somosierra (kommun)
Somosierra är en ort och kommun i Spanien.   Den ligger i den autonoma regionen Madrid, i den centrala delen av landet, 80 km norr om huvudstaden Madrid. Kommunen har 95 invånare (2024), på en yta av 20,42 km².
Två byggnader utmärker sig i samhället, kyrkan Iglesia de Nuestra Señora de las Nieves och la Ermita de Nuestra Señora de la Soledad (även känd som Virgen de los Caminantes). Ermitan brukar vara dekorerad med brinnande ljus, som är ett sätt att vörda jungfrun. I augusti sker ett firande till hennes ära.
Somosierra var en viktig plats i napoleonkrigen, men kunde inte motstå de franska trupperna på dess väg mot Madrid.
Somosierra är också platsen för en vägtunnel som förenar Madrid med Segovia.

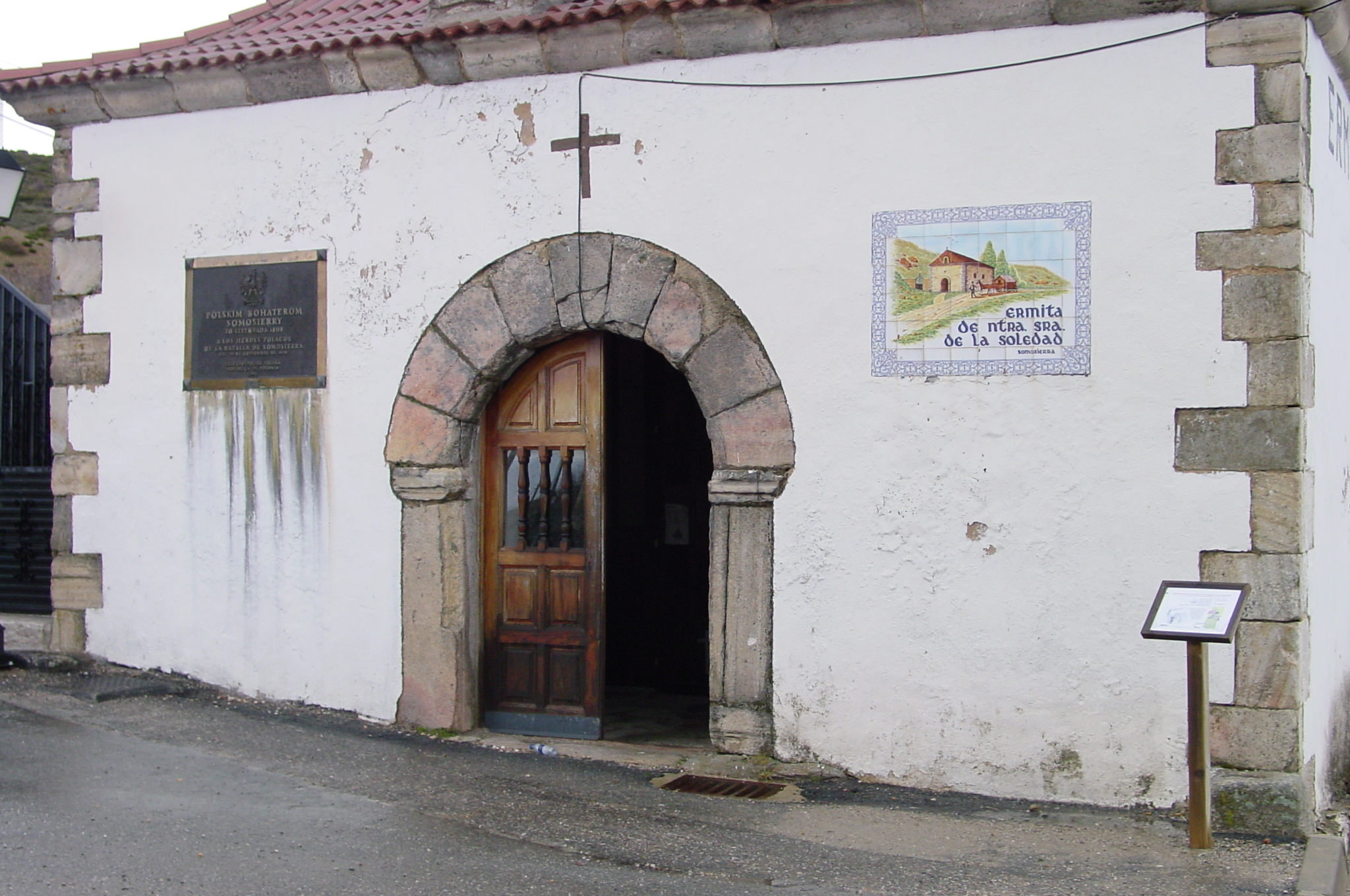
Ermita de Nuestra Senora de la Soledad.

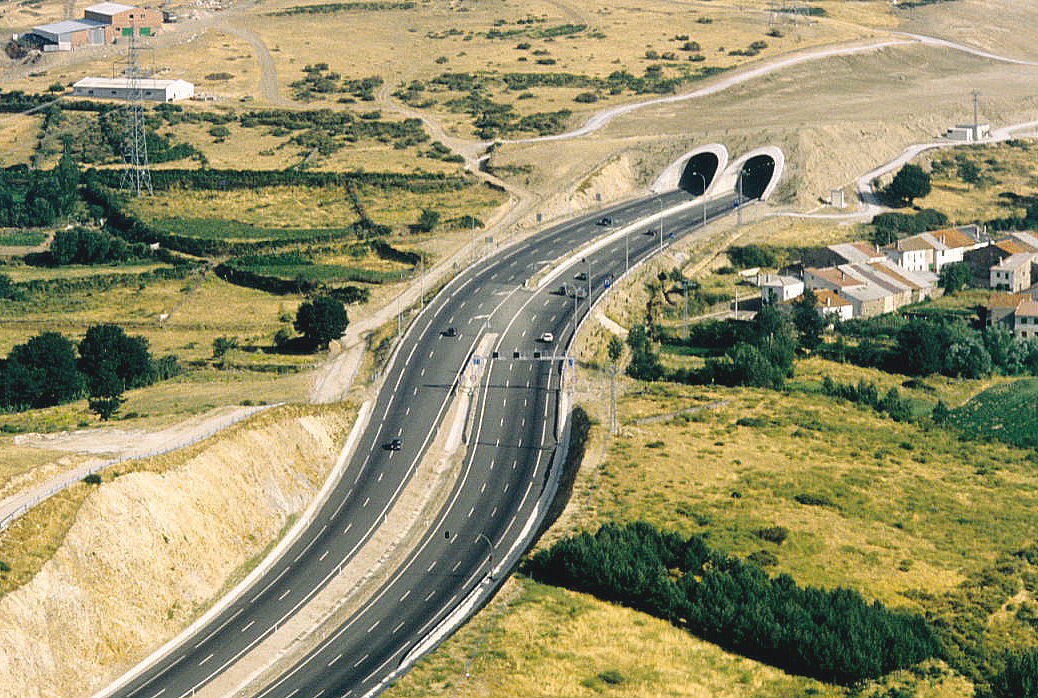
Tunnel vid Somosierra.